# 珍姐科幻大冒險
《珍姐科幻大冒險》（英語：The Sarah Jane Adventures）是一套電視劇，由英國廣播公司威爾斯分部（BBC Wales）製作予兒童頻道CBBC。本劇由《異世奇人》監製拉塞爾·T·戴維斯原創，及由伊丽莎白·斯莱登主演。本劇是長壽科幻電視劇《異世奇人》的外傳，講述一名調查記者莎拉·簡·史密斯的歷險，以英國倫敦伊靈區為故事背景。本劇於2007年1月1日在BBC第一台首播，首集60分鐘特別版名為《Invasion of the Bane》，第一季共十集，每集25分鐘，三年內又播出了3季，每季12集。女主角在2011年4月病故，本劇已告終止。此时第五季已经完成了三个故事的拍摄，2011年10月播出了这6集。
2008年，本剧入选英国电影学院儿童奖提名。2009年，本剧入选BAFTA威尔士儿童电视剧奖提名。本剧在2010年赢得皇家电视学会最佳儿童电视剧奖。

## 製作背景
2006年，BBC 表示有意製作一部異世奇人的兒童劇外傳。起初的構思是以年輕的「博士」作為故事主線，但被拉塞爾·T·戴維斯否決，認為以十四歲的博士在Gallifrey星發明音速起子的故事，會令博士的身份及他來自的地方的神秘感消失。於是，他建議此劇以博士的前助手莎拉·簡·史密斯為故事主線。
《珍姐科幻大冒險》劇中主角莎拉·簡出現於1973年至1976年播出的《異世奇人》，是第三任博士乔恩·珀特维及第四任博士汤姆·贝克的同伴。《異世奇人》的另一套外傳，1981年的《K-9與公司》，亦以莎拉·簡及機械狗K-9為主角，但沒有拍成電視劇。莎拉·簡和K-9多次於異世奇人中出現，包括20週年特別版《The Five Doctors》（1983年），及2006年的一集《School Reunion》。2011年4月，女主角伊丽莎白·斯莱登病故，第5季的拍攝中止。
莎拉·簡經常被影迷及公眾選為異世奇人中最受歡的同伴。2006年3月，英國太陽報報道，以莎拉·簡為主角的電視劇即將開拍，早於《School Reunion》的播映；並指莎拉·簡和 K-9 會同時出現於本劇。事實上，BBC 直至2006年8月初才於其內部刊物《Ariel》首次確認拍攝本劇。而本劇起初的傳聞名稱為《莎拉·簡調查》（Sarah Jane Investigates）。
由於《異世奇人》另一套外傳《K-9》正在製作中，而且並不是由 BBC 製作及不會提及 K-9 於《異世奇人》的背景，所以 K-9 只在本劇的首集特別版及結局《The Lost Boy》的第二部份客串出現。在本劇2007年9月24日首播當天，伊丽莎白·斯莱登於 CBBC 頻道一個訪問中亦表示 K-9 會於本劇中偶爾出現。

### 製作
《珍姐科幻大冒險》全劇於2007年4月開始正式製作。編劇包括Gareth Roberts、Phil Ford及Phil Gladwin。原創及監製拉塞爾·T·戴維斯本來會編寫其中一個故事，但後來因其他工作而放棄。

### 海外播映
加拿大 BBC Kids 頻道於2008年1月13日開始播映《珍姐科幻大冒險》，首集為特別版《Invasion of the Bane》，之後於每週日播映其餘集數。南非 SABC 2 頻道於2008年2月9日開始播映本劇。香港亞洲電視國際台於2008年2月17日開始播映本劇，但並沒有播出特別版。此外，美國科幻頻道（Sci Fi Channel）亦將於2008年4月開始播映本劇。

## 演員及製作人

(左起)瑪莉亞·傑克遜、卢克·史密斯、莎拉·簡·史密斯及克萊德·蘭格爾

除了伊丽莎白·斯莱登，《珍姐科幻大冒險》角色包括：亞絲敏·佩姬飾演莎拉·簡的13歲鄰居瑪莉亞·傑克遜；汤米·耐特 飾演莎拉·簡收養的一個男孩卢克·史密斯；丹尼爾·安東尼飾演一個14歲男孩克萊德·蘭格爾，並取代Porsha Lawrence Mavour於特別版中飾演瑪莉亞的朋友Kelsey Harper；及約瑟夫・米爾森飾演瑪莉亞的父親。
首播特別版邀請到薩曼莎·邦德飾演反派Mrs Wormwood，及傑米·戴維斯飾演她的公關Davey。而扮演第十任博士的大衛·田納特也在第三季的第5、6集客串，是博士這個角色頭一遭出現在衍生劇中。扮演第十一任博士的馬特·史密斯則在第四季第5、6集客串。
本劇監製有菲爾·柯林森、拉塞爾·T·戴維斯及茱莉·加德納。蘇姍·麗嘉製作首集，馬修·鮑奇則擔任全劇製作人。
編劇之一 Gareth Roberts於《神秘博士雜誌》中寫道：「我們決心製作一部大型而精彩的劇集，不要以為這只是一套兒童節目。」（"We're all determined that this will be a big, full-blooded drama; that nobody should ever think of it as 'just' a children's programme."）
雖然茱莉·加德納不再擔任《異世奇人》的監製，但她仍會負責監製本及《超疑特工》。

## 外部連結
- 官方網站 （页面存档备份，存于）
- BBC Norfolk webTV: Elisabeth Sladen previews the Sarah Jane Adventures （页面存档备份，存于）
- A Brief History of Time (Travel): The Sarah Jane Adventures （页面存档备份，存于） - News and information page concerning the new series
- 互联网电影数据库（IMDb）上《The Sarah Jane Adventures》的资料（英文）